# ساندویچ بولونیا
ساندویچ بولونیا یا ساندویچ بلونی نوعی ساندویچ رایج و ارزان برای ناهار در ایالات متحده آمریکا و کانادا است. این ساندویچ به‌طور سنتی از برش‌های کالباس بولونیا همراه با چاشنی‌های مختلف مانند کچاپ، سس خردل و سس مایونز تهیه می‌شود که بین تکه‌های نان سفید قرار می‌گیرند. روش‌های مختلفی برای تهیه این ساندویچ وجود دارد، از جمله این‍که اول گوشت را سرخ کرده و بعد با برش‌های پنیر، خیار و گوجه فرنگی تزئینش می‌کنند.